# Heinrich Limpricht
Heinrich Limpricht  (21 avril 1827 à Eutin, dans le Grand-duché d'Oldenbourg - 13 mai 1909 à Greifswald, Empire allemand) est un chimiste allemand. Étudiant de Friedrich Wöhler, il se consacre à la chimie des furanes (qu'il synthétise en 1870) et des pyrroles.

## Biographie
En 1852 il devient maître de conférences puis en 1855 professeur surnuméraire de l’université de Göttingen. En 1860, l’Institut de chimie organique de l’université de Greifswald le recrute comme professeur titulaire.
Sa fille aînée, la pianiste virtuose Marie (1856-1925), épouse en 1875 le théologien protestant Julius Wellhausen.
Parmi les étudiants les plus célèbres de Limpricht, on peut citer Friedrich Konrad Beilstein, Rudolph Fittig, Hans von Pechmann, Robert Otto (de), Max Delbrück (de) et Johann Georg Anton Geuther (de).